# ゲチェナ

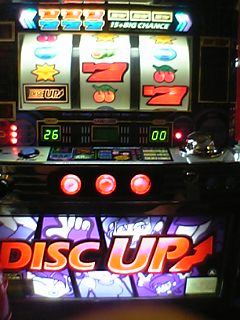
ディスクアップにてのゲチェナ

ゲチェナとは、パチスロ業界の俗語で「下段チェリー付き7絵柄」（つまり上段からANY、チェリー、7の順となる）の略称。通常右リールに停止する絵柄を指して称される。

## 概要
山佐の『パルサー』シリーズの代表的リーチ目（逆押し時の1確目）であるほか、アルゼの『サンダーV』シリーズ、『主役は銭形』（平和）におけるタイプライター演出の一つ『ゲチェナを盗め!』など、数多くのパチスロ機で特別な意味を持つ役として扱われている。一般に左リールの上下段にボーナス図柄が停止した状態で右リールにゲチェナが出現し、かつ小役の成立を否定した場合は、即リーチ目となる機種が多い。
2013年頃から主流となっている5号機のAT機は、そもそもボーナスを搭載していないため、ゲチェナはあまり見られなくなっている。
なお、この「ゲチェナ」という言葉の生みの親として、パチスロ必勝ガイド（白夜書房刊）のライターであるアニマルかつみの名前が挙げられる。